# Rayner Point
Der Rayner Point ist eine von einem felsigen Gipfel überragte Landspitze an der Ostküste von Coronation Island im Archipel der Südlichen Orkneyinseln. Sie liegt auf der Nordseite der Einfahrt zur Gibbon Bay.
Der norwegische Walfängerkapitän Petter Sørlle kartierte die Landspitze zwischen 1912 und 1913. Wissenschaftler der britischen Discovery Investigations nahmen 1933 eine neuerliche Kartierung vor und benannten die Landspitze nach George William Rayner (1906–1964), einem Mitglied des zoologischen Stabes im Expeditionskomitee zu den Discovery Investigations.